# Dmitri Gordon
Pour les articles homonymes, voir Gordon.
Dmitri Illytch Gordon (en ukrainien : Дмитро Ілліч Гордо́н Dmytro Illitch Gordon), né le 21 octobre 1967 à Kyïv, est un journaliste soviétique et ukrainien, propagandiste, animateur de l'émission Chez Dmitri Gordon depuis 1996, rédacteur en chef du journal Gordon Boulevard (1995-2019), fondateur de la publication en ligne GORDON, propriétaire de deux chaînes YouTube Dmitry Gordon et Visiting Gordon, ancien député du conseil municipal de Kiev (2014-2016).
Au cours de sa carrière de journaliste, Gordon a enregistré plus de 1 100 entretiens avec des politiciens célèbres, des artistes, des poètes, des écrivains, des réalisateurs, des personnalités publiques, des athlètes, etc.

## Biographie
Dmitry Gordon naît à Kiev dans une famille juive. Son père Ilya Gordon  est ingénieur civil, la mère Mina Gordon est ingénieur-économiste. 
En 1983, il entre à l'Institut de génie civil de Kiev. À la fin de la troisième année, il effectue son service militaire pendant deux ans. Après avoir obtenu son diplôme de l'institut, il est affecté à la rédaction du journal Vecherniy Kyiv où il travaille jusqu'en 1992. Il travaille ensuite à Kievskie Vedomosti, puis à Vseukrainskie Vedomosti. Depuis juin 1995, il publie l'hebdomadaire Boulevard (depuis 2005 - Boulevard de Gordon), distribué en Ukraine et pendant un certain temps aux États-Unis.
Le premier invité de l'émission Chez Dmitri Gordon fut l"auteur-compositeur ukrainien Youri Rybtchinski. L'émission est diffusée par la Première chaine nationale, elle est fermée en 2008 en raison du format en langue russe, qui ne correspondait pas à la licence de la chaîne de télévision, où le contenu dans une langue non ukrainienne pouvait occuper 3% du temps d'antenne. Le programme revient en 2010 après l'élection présidentielle. En 2015, elle est fermée sur décision de la direction en raison de différences stylistiques. L'émission sera également diffusée sur les chaînes de télévision Tonis et TRK Kyiv.
Fin novembre 2013, voit le jour son projet en ligne GORDON dont la sortie coïncide avec l'Euromaïdan.
Le 18 mai 2020, Gordon diffuse l’entretien avec Igor Guirkine qui dit souhaiter voir toute l’Ukraine contrôlée par le pouvoir russe. Le même jour dans la soirée, des militants ukrainiens organisent une action de protestation sous son bureau à Kiev, avec des jets d’œufs et insultes à son encontre pour avoir organisé cet interview.
Fin 2021, Gordon arrive en tête du classement des blogueurs les plus populaires d'Ukraine. Selon une étude menée par l'organisation non gouvernementale internationale Internews avec le soutien de l'Agence des États-Unis pour le développement international (USAID), 18% des personnes interrogées ont répondu qu'elles suivent Gordon sur les réseaux sociaux. A la deuxième place arriver le journaliste russe Iouri Doud (11%), à la troisième - le présentateur Serhiy Prıtula.
Pour ses opinions politiques, le ministère de la Justice de la fédération de Russie l'inclut dans la liste des « agents étrangers »,.
Le 1er juillet 2024, il est condamné par contumace à 14 ans de prison par un tribunal militaire russe.